# قائمة من البوليمرات الاصطناعية
البوليمرات الاصطناعية هي بوليمرات من صنع الإنسان. من وجهة نظر فائدة يمكن تصنيفها إلى أربع فئات رئيسية هي: اللدائن الحرارية، واللدائن الحرارية الصلبة، واللدائن والألياف الاصطناعية. توجد عادة في مجموعة متنوعة من المنتجات الاستهلاكية مثل المال، والغراء، وما إلى ذلك. يتوفر نطاق واسع من البوليمرات الصناعية مع اختلافات في السلسلة الرئيسية إضافة إلى السلسلة الفرعية. الاساس للبوليمرات الصناعية الشائعة مثل البولي ايثيلين تتكون من روابط كربون-كربون، اما البوليمرات غير المتجانسة مثل البلاستيكيات والبولي ايسترات فانها تتكون من عناصر أخرى مثل الاكسجين والنايتروجين اللتي يتم ادخالها إلى الاساس للتركيب. السيليكون أيضا يكون مواد مشابهة من دون الحاجة إلى ذرات كربون مثل وصلات السيليكون والسايلوكساين؛ وبناءا على ذلك تعتبر هذه المركبات غير عضوية. بوليمرات التنسيق ممكن ان تحتوي على بعض الفلزات في تركيبها الاساسي مع روابط غير تشاركية.
تشمل بعض البوليمرات الاصطناعية المنزلية المعروفة: النيلونات في المنسوجات والأقمشة، تفلون في المقالي غير اللاصقة، و Bakelite للمفاتيح الكهربائية، والبولي فينيل كلوريد (PVC) في الأنابيب، الخ. زجاجات PET العامة مصنوعة من البوليمر الاصطناعي، البولي إيثيلين تيريفثاليت. مصنوعة في الغالب من مجموعات بلاستيكية والأغطية من البوليمرات الاصطناعية مثل البوليثين ويتم تصنيع الإطارات من المطاط بونا. [1] ومع ذلك، ونظراً للقضايا البيئية التي تسببها هذه البوليمرات الاصطناعية التي لا يمكن تحللها في الأغلب، وغالباً ما يتم توليفها من البترول، فإنه يجري النظر في بدائل مثل البيوبلاستيك. ولكنها مكلفة عند مقارنتها بالبوليمرات الاصطناعية. [2]

## بوليمرات غير عضوية
- بولي سايلوكساين (سيليكون)
- بولي فوسفازين

## بوليمرات عضوية
- بولي إيثيلين منخفض الكثافة (LDPE)
- بولي إيثيلين عالي الكثافة (HDPE)
- بولي بروبيلين
- كلوريد متعدد الفاينيل
- بوليستيرين
- نايلون، نايلون 6
- متعدد رباعي فلورو الإيثيلين
- البولي يوريثين بالحرارة

## أسماء أو ماركات تجارية
هذه البوليمرات معروفة باسمها التجاري:
| الاسم التجاري  | البوليمرات                  | الخصائص                                                                     |
| -------------- | --------------------------- | --------------------------------------------------------------------------- |
| باكيليت        | راتنجات الفينول فورمالدهيد  | مقاومة الحرارة والتيار الكهربائي والكيميائيات                               |
| كيفلار         | ألياف شبه الأراميد          | ارتفاع قوة الشد                                                             |
| توارون (نسيج)  | شبه الأراميد                | المقاومة وقوة الالياف                                                       |
| نايلون         | بولي أميد                   | حريري، بالحرارة ومقاومة للعوامل البيولوجية والكيميائية                      |
| نومكس          | Meta-أراميد polymer         | الخاصية الحرارية والكيميائية ومقاومة الإشعاع، جامد ودائم ومقاومة للحريق.    |
| الياف الاورلون | بولي أكريلونيتريل (PAN)     | يشبه الصوف، ومقاومة للمواد الكيميائية والزيوت والعث وأشعة الشمس             |
| تيكنورا (نسيج) | أراميد                      | قوة الشد العالية، مقاومة للتآكل، الحرارة، المواد الكيميائية والمياه المالحة |
| تيفلون         | متعدد رباعي فلورو الإيثيلين | معامل منخفض جدا للاحتكاك، خصائص عازلة ممتازة، ذوبان عالي، خامل كيميائيا     |
| زايلون (نسيج)  | زايلون (نسيج) (PBO)         | قوة الشد عالية جدا والاستقرار الحراري                                       |